# Disasters Vol. 1
Disasters Vol. 1 ist ein Jazzalbum von Mostly Other People Do the Killing. Die 2021 entstandenen Aufnahmen erschienen 2022 auf dem Label Hot Cup. Es ist nach Paint (2017) das zweite Album der Gruppe im Klaviertrio-Format.

## Hintergrund
Mostly Other People Do the Killing begann 2003 als Quartett mit zwei Bläsern, Bass und Schlagzeug, wurde dann für einige Projekte (wie Red Hot und Loafer’s Hollow) zu einem Septett erweitert, bevor es 2017 mit dem Album Paint zu einem Klaviertrio reduziert wurde. Mostly Other People Do the Killing ist das Projekt des Bassisten Moppa Elliott, der die gesamte Musik der Band geschrieben hat und jedes einzelne Stück nach einer Stadt im Bundesstaat Pennsylvania benannt hat. Hinzu kommt der Schlagzeuger Kevin Shea und der Pianist Ron Stabinsky, der seit 2013 mit der Gruppe spielt.
Mit den Städtenamen gebe es auf diesem Album ein ernsteres Element, notierte Jerome Wilson. Elliott, der schon auf vorangegangenen Alben Stücke nach kleinen Städten in Pennsylvania benannt hatte, wählte jedoch diesmal Städte, die irgendeine Art von Katastrophe erlebt haben, Gemeinden, die von Bränden (Centralia, Boyertown), Überschwemmung und Wasserverunreinigung (Dimock), Bergbauunfällen (Exeter, Wilkes-Barre) und im Fall des Kernkraftwerks Three Mile Island von einer teilweisen Kernschmelze heimgesucht wurden.

## Titelliste
- Mostly Other People Do the Killing: Disasters Vol. 1 (Hot Cup Records HC 161)

1. Three Mile Island 3:23
2. Exeter 4:26
3. Marcus Hook 5:21
4. Wilkes-Barre 7:25
5. Centralia/Johnstown 14:25
6. Boyertown 3:48
7. Dimock 5:05

Die Kompositionen stammen von Moppa Elliott.

## Rezeption
Nach Meinung von Michael Toland (Big Takeover) spiele die langjährige New Yorker Jazzband – eine sich ständig verändernde Gruppe, hier als Klaviertrio – mit gleicher Hingabe und Respektlosigkeit gegenüber der Form. „Exeter“, „Boyertown“ und „Wilkes-Barre“ würden die Herangehensweise des Dreiklangs veranschaulichen: Pianist Ron Stabinsky bringe Elliotts swingende Melodik mit freudiger Expertise zum Ausdruck, der Bassist steuere  bluesige Grooves bei, und Schlagzeuger Kevin Shea ignoriere die Anweisungen seiner Kumpels vollständig, um sich in seinem eigenen Free-Jazz-Traum zu sonnen. Der Takthalter sei jedoch kein ausgemachter Idiot – gerade wenn man glaube, er könnte Elliott und Stabinsky mit seinen Schlägen einfach überwältigen, kehre er plötzlich mit tödlicher Präzision zum Rhythmus zurück und halte die Stücke auf Kurs. Obwohl hier bestimmt ein Geist des Chaos am Werk sei, so der Autor, ist es kein respektloser – Elliotts Kompositionen würden der rauesten Behandlung gut standhalten. Die ständige Spannung zwischen Zerstörung und Entschlossenheit wirke verspielt, und in den Händen dieser Musiker sei es so weit wie möglich von den Implikationen des Titels entfernt.

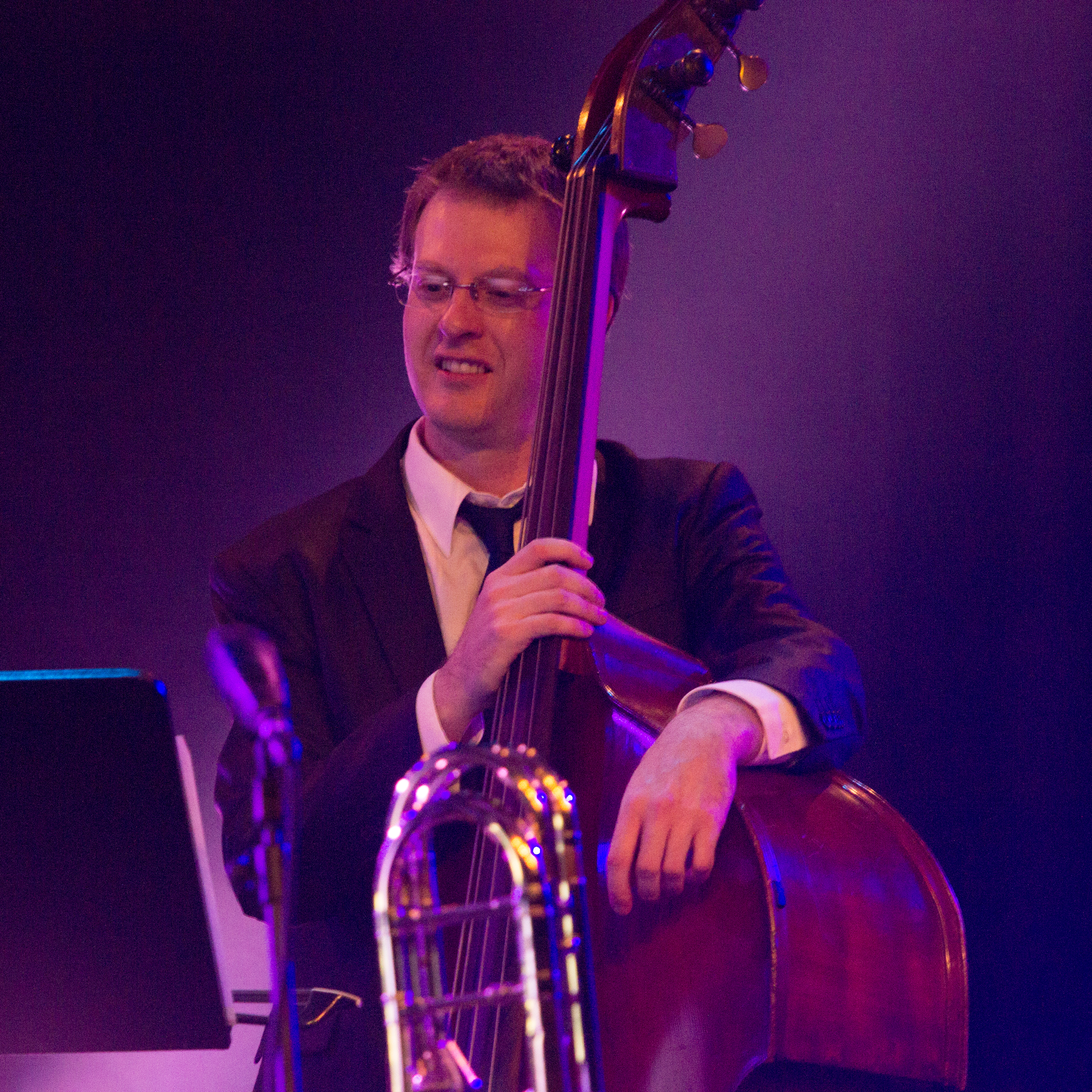
Moppa Elliott (2014)

Nach Ansicht von Jerome Wilson, der das Album in All About Jazz rezensierte, würden die drei Musiker hier ihre üblichen Tricks und Slapstick-Jazz spielen, der wie ein alter Zeichentrickfilm-Soundtrack von Warner Brothers wie wahnsinnig durch alle Arten von Stilen und Subgenres husche. Das Wissen, das hinzugefügte ernstere Element der Katastrophen schaffe eine mentale Trennung, wenn man dieses Album höre. Die Musik sei in Ordnung, wenn Stabinskys schwindelerregende Mischung aus Cocktail-Lounge, Gospel und Blues-Piano mit Elliotts schwankendem Bass und Sheas umwerfendem Schlagzeug zusammenwirble, aber die Titel der Stücke weckten unweigerlich Gedanken an die menschlichen Tragödien, die sich bei diesen Vorfällen ereigneten. Daher sei es besser, dem Albumkonzept und den Titeln der Kompositionen möglichst wenig Beachtung zu schenken und sich auf die Musik zu konzentrieren, denn es mache Spaß, wie die Gruppe ihrem Sound durch den gelegentlichen Einsatz von Elektronik neue Facetten hinzufügt.
„Zwischendurch fiept was. Dann löst sich die Form plötzlich in etwas Fremdes auf, ein bisschen verstörend, weil etwas nicht stimmt. Ein Desaster, das anklopft.“ Das Album behandle Katastrophen, meint Wolf Kampmann in Jazz thing. Die Grundidee habe „etwas Satirisches, die Störung der swingbluesenden Gewohnheit durch einen pfeifenden Synthie, Shaes zappeliges Schlagzeug oder auch eine seltsame harmonische Wendung. Man ahnt, dass das dicke Ende noch kommen könnte. Es ist auch erst Teil 1.“
Mike Shanley schrieb in JazzTimes, obwohl sich ihre Besetzung auf das Klaviertrio reduziert habe, würden ihnen mehrere Elemente weiterhin ein unverwechselbares Profil verleihen. Elliott scheint dieses Mal einige der besten Elemente des Hard Bop ausgeliehen zu haben; tatsächlich würden einige dieser groovigen Melodien im Blue Note-Katalog nicht fehl am Platz sein. Das Trio spiele wild und verschiebe den Fokus einer Melodie oft mehrmals innerhalb eines Refrains. Wenn Stabinsky und Elliott in „Dimmock“ synkopierten Spaß kreieren, wechsle Shea zur elektronischen Perkussion, bevor er einige Fills auf der kleinen Trommel spiele, die absichtlich klobig und urkomisch klingen. Manchmal übertreibe es Shea und klinge weniger so, als würde er spielen, als dass er sein Schlagzeug aufstelle und teste („Boyertown“) oder es eine Treppe hinunterfallen lasse („Marcus Hook“). Es mag manchmal ans Exzessive grenzen, aber im Großen und Ganzen helfe der verrückte Sinn für Spaß des Trios dabei, daran zu erinnern, warum diese Musik überhaupt Spaß mache.